# Sant Floret
Saint-Floret és un municipi francès situat al departament del Puèi Domat i a la regió d'Alvèrnia-Roine-Alps. L'any 2007 tenia 266 habitants.

## Demografia

### Població
El 2007 la població de fet de Saint-Floret era de 266 persones. Hi havia 108 famílies de les quals 32 eren unipersonals (16 homes vivint sols i 16 dones vivint soles), 36 parelles sense fills, 36 parelles amb fills i 4 famílies monoparentals amb fills.
La població ha evolucionat segons el següent gràfic:
Habitants censats

### Habitatges
El 2007 hi havia 169 habitatges, 110 eren l'habitatge principal de la família, 42 eren segones residències i 17 estaven desocupats. 160 eren cases i 5 eren apartaments. Dels 110 habitatges principals, 90 estaven ocupats pels seus propietaris, 12 estaven llogats i ocupats pels llogaters i 8 estaven cedits a títol gratuït; 1 tenia una cambra, 2 en tenien dues, 19 en tenien tres, 42 en tenien quatre i 45 en tenien cinc o més. 67 habitatges disposaven pel capbaix d'una plaça de pàrquing. A 49 habitatges hi havia un automòbil i a 50 n'hi havia dos o més.

### Piràmide de població
La piràmide de població per edats i sexe el 2009 era:
| Homes | Edats   | Dones |
| ----- | ------- | ----- |
| 0     | 95 o +  | 0     |
| 0     | 90 a 94 | 0     |
| 0     | 85 a 89 | 4     |
| 4     | 80 a 84 | 0     |
| 0     | 75 a 79 | 12    |
| 12    | 70 a 74 | 0     |
| 0     | 65 a 69 | 8     |
| 12    | 60 a 64 | 8     |
| 8     | 55 a 59 | 8     |
| 8     | 50 a 54 | 20    |
| 8     | 45 a 49 | 0     |
| 4     | 40 a 44 | 8     |
| 4     | 35 a 39 | 4     |
| 12    | 30 a 34 | 4     |
| 28    | 25 a 29 | 8     |
| 4     | 20 a 24 | 4     |
| 0     | 15 a 19 | 12    |
| 4     | 10 a 14 | 4     |
| 8     | 5 a 9   | 0     |
| 0     | 0 a 4   | 8     |

## Economia
El 2007 la població en edat de treballar era de 159 persones, 115 eren actives i 44 eren inactives. De les 115 persones actives 108 estaven ocupades (63 homes i 45 dones) i 7 estaven aturades (2 homes i 5 dones). De les 44 persones inactives 19 estaven jubilades, 14 estaven estudiant i 11 estaven classificades com a «altres inactius».

### Ingressos
El 2009 a Saint-Floret hi havia 100 unitats fiscals que integraven 229 persones, la mediana anual d'ingressos fiscals per persona era de 16.847 €.

### Activitats econòmiques
Dels 4 establiments que hi havia el 2007, 1 era d'una empresa alimentària, 2 d'empreses de construcció i 1 d'una empresa d'hostatgeria i restauració.
Els 2 serveis als particulars que hi havia el 2009 eren paletes.
L'únic establiment comercial que hi havia el 2009 era una fleca.
L'any 2000 a Saint-Floret hi havia 16 explotacions agrícoles que ocupaven un total de 1.220 hectàrees.

## Equipaments sanitaris i escolars
El 2009 hi havia una escola elemental integrada dins d'un grup escolar amb les comunes properes formant una escola dispersa.

## Poblacions més properes
El següent diagrama mostra les poblacions més properes.